# 1220 Crocus
1220 Crocus је астероид главног астероидног појаса чија средња удаљеност од Сунца износи 3,005 астрономских јединица (АЈ).
Апсолутна магнитуда астероида је 11,72 а геометријски албедо 0,226.